# Лаки
Вижте пояснителната страница за други значения на Лаки.
Лаки или книжовно Лъки (изписване до 1945 година: Лѫки; на македонска литературна норма: Лаки) е село в Община Виница, Северна Македония.

## География
Селото е разположено на югоизток от град Виница. Типично планинско село по склоновете на Плачковица.

## История
В XIX век Лаки е изцяло българско село в Кочанска кааза на Османската империя. Според статистиката на Васил Кънчов („Македония. Етнография и статистика“) от 1900 г. Лѫки е има 600 жители, всички българи християни.
Цялото население на селото е под върховенството на Българската екзархия. По данни на секретаря на екзархията Димитър Мишев („La Macédoine et sa Population Chrétienne“) в 1905 година в Лъки има 640 българи екзархисти и в селото работи българско училище.
При избухването на Балканската война в 1912 година 2 души от Лаки са доброволци в Македоно-одринското опълчение.
Според преброяването от 2002 година селото има 314 жители, всички македонци.
Църквата „Свети Йоан Богослов“ е от XIX век или от 1906 година. Обновена е след Първата световна война.

## Личности
Родени в Лаки
- Богдан Станков, български революционер от ВМОРО, четник на Симеон Молеров[6]
- Ефтим Стоименов, деец на ВМОРО, четник на Мице Блатцалията в 1915 година[7]
- Иван Кръстев, деец на ВМОРО[7]
- Пешо Донев, деец на ВМОРО, четник на Мице Блатцалията в 1915 година[7]